# 暴露ウイルス
暴露ウイルス（ばくろウイルス）とは、コンピュータウイルス（あるいはトロイの木馬・ワーム）の一種であり、感染したコンピュータに記録されている情報を、ファイル共有ソフトのネットワークやインターネットに公開する機能をもつものをいう。

## 概要
暴露ウイルスは、マイドキュメントやOutlook Expressのメール履歴やデスクトップ画面（スクリーンショット）などのデータを、ファイル共有ソフトや画像アップローダなどを通じて外部に送信したり、自らがHTTPサーバーとなってインターネット上に公開する。
仮にコンピュータ内のデータが流出してしまった場合、流出したデータを追跡及び削除することは困難であり、流出したデータ（メールの内容やアドレス帳、写真、パスワード一覧など）の内容によっては、パソコンが暴露ウイルスに感染したユーザだけでなく、そのユーザと関わりのある人々が深刻な影響を受ける可能性がある。

## 暴露ウイルスと呼ばれるウイルス
以下は通称であり、ウイルス対策ソフト各社によって名称が異なる。多数の亜種が発見されている。
Antinny

ウイルス本体の実行ファイルをファイル名を偽装するなどしてユーザに誤って実行させて感染するトロイの木馬タイプのウイルスで、Winnyなどのファイル共有ソフトを媒体として広まる。
コンピュータ内のファイルを勝手にWinnyで共有できる状態にしてしまう機能を持つものが多い。
山田ウイルス

トロイの木馬タイプのウイルスで、Winny、shareなどのファイル共有ソフトやWebを媒体として広まる。
感染したコンピュータをWebサーバにして、外部にファイルやコンピュータのスクリーンショットを公開する。またアクセスするためのURLを電子掲示板の2ちゃんねるに書き込む。
山田オルタナティブ

トロイの木馬タイプのウイルスで、Winny、shareなどのファイル共有ソフトやWebを媒体として広まる。
コンピュータをWebサーバにして外部にファイルやスクリーンショットを公開する。また、感染ノードのリンク集を生成する。UPnP対応。
苺キンタマ
トロイの木馬タイプのウイルスで、Winnyなどのファイル共有ソフトやWebを媒体として広まる。
スクリーンショットを定期的にアップローダにアップロードする。
原田ウイルス

トロイの木馬タイプのウイルスで、WinnyやShareなどのファイル共有ソフトにより広まる。
原田と名乗る人物画像が表示されウイルス的な動作をする。開発ツールの公開で多くの亜種が生まれたため動作も多様で、ファイルを削除する・スクリーンショットをメールするなど。
2008年1月24日にウイルス製作者が逮捕され、日本で初のウイルス製作者逮捕の事例となった。当時はコンピュータウイルスに関する法律がなかったため、逮捕理由はウイルスに含まれていた画像の著作権侵害という別件逮捕であった。

## 流出増加の背景
暴露ウイルスによる被害が多発した背景には、情報セキュリティの知識が乏しいコンピュータ利用者が、ファイル共有ソフトを利用している現状が挙げられる。ファイル共有ソフトのネットワークには、魅力的なファイルを装ったウイルスが存在している。アイコンがフォルダや書庫ファイルのものに偽装されている実行ファイルなどを誤って実行してしまったり、ウイルス対策ソフトやファイアウォールによる警告を無視したり、感染に気づかず使い続けたりした場合は、被害に遭いやすい。ウイルスのファイル名の拡張子は.exe、.com、.scrなどが多いが、Windowsでは、デフォルトで「拡張子が表示されない」設定になっていることや、拡張子を表示するよう設定しても、ファイル名が極端に長いと拡張子の表示が省略されてしまうため、「setup.zip    (空白)    .exe」のように、本来の拡張子を隠す偽装も生まれやすい）。
第2に、暴露ウイルスを作成した者が検挙されていないことが背景として挙げられる。ウイルスを作成した者のほとんどは故意犯もしくは愉快犯であり、ウイルスを作成し、またはそれらをネットワーク上に放出する行為は、電子計算機損壊等業務妨害罪または不正指令電磁的記録に関する罪などに問われる。